# Neodiaphlebus notatus
Neodiaphlebus notatus är en insektsart som först beskrevs av Brunner von Wattenwyl 1898.  Neodiaphlebus notatus ingår i släktet Neodiaphlebus och familjen vårtbitare. Inga underarter finns listade i Catalogue of Life.